# Де Ритис, Матиас
Мати́ас Агусти́н де Ри́тис Серренти́но (исп. Mathías Agustín De Ritis Serrentino; род. 31 января 2003, Монтевидео) — уругвайский футболист, защитник клуба «Пеньяроль», выступающий на правах аренды за аргентинский «Банфилд».

## Клубная карьера
Де Ритис — воспитанник клуба «Пеньяроль».

## Международная карьера
В 2023 году в составе молодёжной сборной Уругвая де Ритис принял участие в молодёжном чемпионате Южной Америки в Колумбии. На турнире он сыграл в матчах против сборных Колумбии, Чили, Боливии, Парагвая, Бразилии, Эквадора, а также дважды Венесуэлы.
В том же году де Ритис стал победителем молодёжного чемпионата мира в Аргентине. На турнире он сыграл в матчах против команд США и  Израиля.

## Достижения
Международные
 Уругвай (до 20)
- Победитель молодёжного чемпионата мира — 2023